# 서울벤처대학원대학교
서울벤처대학원대학교(서울벤처大學院大學校, Seoul Venture University)는 서울특별시 강남구에 있는 사립 대학원대학교이다. 현재 석사 및 박사과정을 운영하고 있다.

## 연혁
- 2003년 정보통신대학원대학교로 개교
- 2005년 서울벤처정보대학원대학교로 변경
- 2012년 서울벤처대학원대학교로 변경

## 교육편제
- 융합산업학과
- 부동산학과
- 사회복지상담학과